# Tauxières-Mutry

Tauxières-Mutry este o comună în departamentul Marne, Franța. În 2009 avea o populație de 269 de locuitori.